# Пут самураја
Пут самураја (енгл. Ghost Dog: The Way of the Samurai), познат и као Дух пас: Пут самураја, је филм из 1999. године у режији Џима Џармуша, а по његовом сценарију.

## Радња
Убица са надимком „Дух-пас” (Форест Витакер) живи по бушидоу, самурајском кодексу части. Води повучен живот, узгаја голубове, проводи време тренирајући и читајући Хагакуре, збирку изрека самураја Јамамото Цунетомоа, који је живео у 18. веку.
Пре осам година, Дух-пас је умало погинуо у рату банди. Луи (Џон Торми), италијански мафијаш, случајно се ту задесио и спасао му живот. Од тада, пас дух, проглашавајући себе вазалом Луја, бира пут самураја. Он течно користи ватрено и хладно оружје, разуме се у електронику и ради за Луиса као убица. Пас дух користи голубљу пошту за комуникацију.
Једног дана, Реј Варго (Хенри Силва), шеф италијанске мафије у граду, даје наређење да убију мафијаша под именом „Згодни Френк” (Ричард Портноу), са којим је побегла његова ћерка Луиз (Триша Веси). Луи поверава ово Дух-кучету. Увече улази у Френков стан и убија га, не примећујући да је Луиз у соби. Пас дух оставља Луизу живу и она му даје књигу Рашомон и друге приче Рјуносукеа Акутагаве. Сазнавши да је његова ћерка била сведок убиства свог љубавника, Реј Варго наређује смрт пса духа. Мафија га тражи по целом граду, претражујући голубарнике на крову, на крају проналазећи празну кућу убице и убијајући све његове голубове. Пас дух одлучује да уништи целу Варгову „породицу”, са изузетком Луија.
Током дневне шетње градом, Пас дух улази у парк да види свог пријатеља Рејмонда (Исак де Банколе) који продаје сладолед. Рејмонд не разуме енглески, говори само француски, који пас дух не зна, али то не спречава пријатеље да се разумеју. У парку се Дух-пас спријатељи са Перлин (Камила Винбуш), девојчицом која воли сладолед и књиге, и даје јој Рашомон који је позајмио од Луиз да чита. У њеном коферу „Душе црног народа”, „Ветар у врбама”, „Ноћна сестра” и „Франкенштајн”.
Следећег дана, Пас дух се инфилтрира у Варгову вилу и убија све тамо осим Луиса и Луиз. Током ноћи, он такође убија Сонија Валерија (Клиф Горман), Варговог помоћника, пуцајући у њега кроз одводну цев лавабоа. Ујутро, убица одлази у парк и даје Рејмонду сву своју уштеђевину. Перлин му враћа прочитани „Рашомон”, заузврат, Дух-пас даје девојци своју главну књигу - „Хагакуре”. Луис стиже у парк. Приморан да освети смрт свог шефа Варга (касније је откривено да је деловао по Луизином наређењу), он изазива Пса духа на двобој. Он изјављује да не може да убије свог господара и испушта пиштољ, дозвољавајући Луису да га упуца. Пре смрти, пас дух даје Луису књигу „Рашомон”.